# Clube União Sportiva
O Clube União Sportiva é uma equipa desportiva de Ponta Delgada na ilha de São Miguel, Açores.
Durante muitos anos participou de torneios de futebol, mas actualmente conta só com a modalidade de basquetebol, masculino e feminino, em todos os escalões.
Actualmente é Presidente do Clube o Sr. Sérgio Santos e Coordenador Técnico o Sr. Ricardo Botelho.

## História
O clube foi fundado a 1 de Janeiro de 1921 com o nome União Sportiva dos Empregados do Comércio onde era um influente núcleo desportivo da Associação de Classe dos Empregados do Comércio de Ponta Delgada, organização surgida em consequência da reestruturação da Associação de Classe dos Empregados de Comércio e Indústria do Distrito Oriental dos Açores, cuja existência remonta a 1907. Apenas a 11 de Agosto de 1922 após Assembleia-geral a equipa passou para a actual designação, com sede na Rua da Canada.
Fontes diversas apontam como fundadores do Clube, ou envolvidos nos seus primórdios, Manuel Inácio de Melo, José Joaquim de Sousa, Ângelo do Rego Quintanilha, Dr. Jeremias da Costa, e outros.
O Clube União Sportiva é membro fundador da Associação de Futebol de São Miguel em 1923, tendo vencido o respectivo campeonato em cinco edições na década de 1920 (a primeira edição, em 1923/1924, foi vencida pelo Santa Clara Futebol Clube, e as cinco seguintes pelo Clube União Sportiva), e ainda em 1959/60.
Durante muitos anos o Clube utilizou o Estádio Margarida Cabral na Rua de Lisboa, recinto este que se encontra ao abandono actualmente depois de um projecto para uma eventual central de camionagem.
Na década de 1980, por via de um incêndio, o Clube perdeu muito do seu legado histórico, incluindo documentos e troféus.
Na temporada 2012/2013 as equipas seniores masculina e feminina disputaram os campeonatos nacionais: os masculinos a CNB2-Série Açores, quarta divisão nacional, e a equipa feminina a 1ªDivisão, que é o campeonato abaixo da Liga Feminina.
Esta temporada fica marcada pelo título de campeão nacional da 1ª Divisão depois de baterem na final o Grupo Desportivo Escola Maria Alberta Menéres por 3-2.
Em 2014/2015 a equipa feminina disputa a principal competição portuguesa, a Liga feminina, enquanto os masculinos disputam a nova 1ª Divisão Masculina (3º escalão).

## Palmarés

### Futebol
- Campeonato de São Miguel em 1924/25, 1925/26, 1926/27, 1927/28, 1928/29, e 1959/60
- Campeão dos Açores em 1928

### Hóquei em Patins
- Campeão Açoriano em 1954/55, 1956/57, 1958/59, 1959/60, 1960/61, 1961/62, 1962/63, 1963/64 e 1982/83

### Basquetebol
- Taça Nacional de Sub-16 feminino 2010/11
- Taça Nacional de Sub-19 feminino 2015/16
- Campeonato Nacional da 1ª Divisão feminina 2012/13
- Campeão Regional de Sub-16 feminino 2007/08, 2008/09, 2009/10, 2010/11, 2011/12, 2012/13, 2013/14, 2014/15
- Campeão Regional de Sub-19 feminino 2011/12, 2012/13, 2013/14, 2014/15, 2015/16
- Campeonato Nacional Liga Feminina de Basquetebol 2014/15, 2015/16, 2017/18
- Taça Vitor Hugo 2015/16, 2018/19
- Supertaça Feminina 2015/16, 2016/17
- Taça de Portugal Feminina 2015/2016